# Fechtcomment
Ein Fechtcomment (auch Paukcomment, bzw. Pauk-Komment) ist ein gemeinsamer Comment mehrerer, in der Regel einem gemeinsamen Waffenring angehörenden, schlagenden Studentenverbindungen an einem oder mehreren Hochschulorten. Der Fechtcomment regelt die Annoncierung der Paukanten, die Art und Beschaffenheit der Fechtwaffen, den Ablauf der Pauktage und die Austragung der Mensuren. 
Die ersten überlieferten Fechtcomments sind so alt wie die ersten schriftlichen Niederlegungen der Allgemeinen Comments. An der Georg-August-Universität Göttingen ist der erste schriftliche Fechtcomment mit dem ersten erhaltenen SC-Comment von 1809 überliefert. Der Fechtcomment ist also so alt wie der Senioren-Convent selbst. 
Ursprünglich auf jeweils einen Hochschulort begrenzt, gibt es heute auch überregionale Fechtcomments. Mancherorts umschließen Waffenringe Verbindungen unterschiedlicher Korporationsverbände, an vielen Universitäten gibt es mehrere, nach Korporationsarten und -verbänden getrennte Fechtcomments.